# Liste der Naturschutzgebiete in der Stadt Neumünster
In Neumünster gibt es zwei Naturschutzgebiete:
| Name des Gebietes           | Bild           | Kennung | WDPA  | Landkreis / Stadt                                         | Beschreibung / Bemerkungen | Standort | Fläche in Hektar | Datum der Verordnung |
| --------------------------- | -------------- | ------- | ----- | --------------------------------------------------------- | -------------------------- | -------- | ---------------- | -------------------- |
| Dosenmoor                   | weitere Bilder | 110     | 81548 | Stadt Neumünster, Kreis Plön, Kreis Rendsburg-Eckernförde |                            | Position | 521              | 18.03.1981           |
| Westufer des Einfelder Sees | weitere Bilder | 50      | 82260 | Stadt Neumünster                                          |                            | Position | 13               | 12.11.1987           |

## Quelle
- www.schleswig-holstein.de,Liste Naturschutzgebiete (Version vom Januar 2016)
- Common Database on Designated Areas Datenbank, Version 14